# Чжан Сичжэ
Чжан Сичжэ (кит. 张稀哲; 23 января 1991, Ухань, провинция Хэбэй, КНР) — китайский футболист, атакующий полузащитник. В настоящее время выступает за клуб Суперлиги Китая «Бэйцзин Гоань» и национальную сборную Китая.

## Клубная карьера
Начал заниматься футболом в специализированной школе в Циньхуандао. Профессиональную карьеру начал в клубе «Бэйцзин Гоань», за который дебютировал 30 августа 2009 года, когда его команда сыграла вничью (1—1) с «Шаньдун Лунэн». В сезоне 2010 года был отправлен в фарм-клуб «Бэйцзин Гоань Тэлент», который располагался в Сингапуре. Забил дебютный гол 12 марта 2010 года чемпионате Сингапура в ворота «Гейланг Интернэшнл», а команда победила со счётом 3—1. Вернулся в Пекин в июле 2010 года, а первый гол в Суперлиге 22 августа 2010 года в ворота «Хэнань Констракшн», а команда сыграла вничью 2—2. В сезоне 2012 года получил приз Лучшему молодому игроку Китайской футбольной ассоциации. Сезон 2013 года стал своеобразным прорывом — в тридцати матчах Чжан забил 11 мячей и отдал 12 результативных передач.
Сезон 2014 года провёл в составе «Бэйцзин Гоань», после чего 16 декабря 2014 года перешёл в команду Бундеслиги «Вольфсбург». Неофициально дебютировал за немецкий клуб 14 января 2015 года в период проведения зимнего тренировочного лагеря. Чжан вышел на замену и ассистировал Басу Досту во втором голе в ворота южноамериканского «Аякса», в котором его команда одержала победу со счётом 4—1. Даже попадая в заявку на матч, Чжан при этом ни разу не выходил даже на замену в «Вольфсбурге».
В итоге, после шести месяцев в составе немецкой команды 15 июля 2015 года Чжан вернулся в Чемпионат Китая по футболу, где вновь присоединился к «Бэйцзин Гоань». Вновь вышел 20 июля 2015 года в мачте против «Шанхай СИПГ», в котором была зафиксирована ничья 0—0. Забил первый гол с момента возвращения 20 сентября 2015 года в матче против «Цзянсу Сайнти», который стал победным (1—0). 25 октября 2017 года был дисквалифицирован в матче лиги против «Чунцин Лифань» за отмашку против Чэнь Лэя, которому попал в лицо. 3 ноября 2017 года после разбирательств получил двенадцатиматчевую дисквалификацию от КФА.

## Международная карьера
Начал привлекаться в молодёжную сборную Китая с 2009 года. Принял участие в квалификационном раунде Чемпионата Азии по футболу 2010 года (U-19). В пяти матчах за молодёжную сборную забил два гола. На чемпионате дошел со сборной до четвертьфинала. Дебютировал за первую национальную команду 26 марта 2011 года в ничейном матче (2—2) против сборной Коста-Рики. Первый гол за сборную провёл 6 сентября 2013 года в матче против команды Сингапура, а сборная выиграла со счётом 6—1. 5 марта 2014 года Чжан забил пенальти в последнем матче квалификации к Кубку Азии 2015 года, команда проиграла со счётом 3—1 сборной Ирана, но по разнице мячей команда прошла дальше.

## Достижения

### Клубные
«Вольфсбург» :
- Обладатель Кубка Германии : 2015

 «Бэйцзин Гоань» :
- Чемпион Китая : 2009
- Обладатель Кубка Китая : 2018

### Индивидуальные
- Лучший молодой игрок Китайской футбольной ассоциации: 2012
- Сборная Суперлиги (2) : 2013, 2014
- MVP Кубка Китайской футбольной ассоциации : 2018

### Статистика за сборную
| Национальная сборная | Национальная сборная | Национальная сборная |
| Год                  | Матчи                | Голы                 |
| -------------------- | -------------------- | -------------------- |
| 2011                 | 1                    | 0                    |
| 2012                 | 0                    | 0                    |
| 2013                 | 8                    | 1                    |
| 2014                 | 1                    | 1                    |
| 2015                 | 1                    | 1                    |
| 2016                 | 4                    | 0                    |
| 2017                 | 6                    | 1                    |
| 2018                 | 2                    | 0                    |
| Всего                | 23                   | 4                    |